# Bolszoje Gołoustnoje
Bolszoje Gołoustnoje (ros. Большое Голоустное) – wieś położona w obwodzie irkuckim w Rosji, na zachodnim brzegu jeziora Bajkał, w delcie rzeki Gołoustnaja. Oddalona jest ona od Irkucka o ok. 120 km.
W 1701 r. powstała w miejscowości pierwsza kaplica. W XIX wieku wybudowano cerkiew św. Mikołaja. W 1937 r. cerkiew zlikwidowano, a w budynku zorganizowano klub.
W 1988 r. dawną cerkwią zainteresowali się Amerykanie i w ramach programu „Rozwój Międzynarodowy” rozpoczęli jej restaurację. W 1998 r. w wyniku pożaru odnowiona cerkiew uległa zniszczeniu. W 2004 r. świątynia została ponownie odbudowana z funduszy amerykańskich organizacji pozarządowych.
Oprócz sfinansowania budowy cerkwi Amerykanie częściowo dołożyli się do rekultywacji wybrzeża, które zostało zniszczone przez przedsiębiorstwo leśne mające na tym terenie składnicę drewna. Przedsiębiorstwo obecnie już nie funkcjonuje.
We wsi mieści się bar, kilka sklepów, szkoła, poczta, biblioteka, dom kultury i cmentarz. Występuje tam zabudowa przeważnie parterowa i drewniana. Drogi są nieutwardzone. Teren porastają starodrzewia. Wiek niektórych limb ocenia się na ok. 400 lat.
Przy rzece Gołoustnaja (6 km od Bajkału) znajduje się ośrodek turystyczny zabudowany buriackimi jurtami. We wsi mieści się także polska osada „Vilimówka” położona w Nadbajkalskim Parku Narodowym.
7 km od wsi, przy brzegu Bajkału znajduje się wąwóz Uszkania. Zlokalizowana jest tam leśniczówka oraz prowadzona hodowla łajek wschodniosyberyjskich.
Około 25 km od wsi znajduje się skała Bakłani Kamień (Kormorani Kamień).
Kiedyś była tam największa nad Bajkałem kolonia kormoranów. W latach 60. XX wieku ptaki wyginęły na tym terenie.